# Ana Ndala Fernando
Ana Ndala Fernando   (segle XX) és una jurista, professora i política angolesa. Afiliada al Moviment Popular per l'Alliberament d'Angola (MPLA), és diputada d'Angola per a la circumscripció electoral nacional des del 28 de setembre de 2017.